# Know-how
Know-how (traducibile in italiano come «saper fare» o «conoscenza») è una espressione della lingua inglese che indica le conoscenze necessarie per svolgere una determinata attività lavorativa. L'utilizzo è riferito principalmente alle conoscenze tecnico-industriale o aziendale, conoscenze che vengono acquisite tramite attività di ricerca o di esperienze commerciali, inoltre tali conoscenze hanno un valore economico in quanto tenute da un unico soggetto o da un cerchio ristretto di persone intente a valorizzare tali conoscenze.

## Storia
Un  primo riferimento concettuale si fonda sulla distinzione introdotta dal filosofo inglese della conoscenza Gilbert Ryle nel testo The Concept of Mind (1949), tra know how e know that, essendo il primo fondato sulla esperienza e il secondo su regole e procedure operative.
L'abilità di un investigatore, per fare un esempio, non si fonda solo sulla (pur necessaria) conoscenza di regole e di procedure operative, ma sulla capacità di adottare strategie di azione che chiamano in causa capacità cognitive complesse (frutto di esperienza, di capacità di riflessione critica sulle esperienze effettuate, di intuizione, di comprensione della specificità dei contesti, ecc.), non facili da verbalizzare e trasmettere ad altri.
Il concetto di know how secondo l'idea di Gilbert Ryle fa saltare anche i confini tra saper fare e saper essere e si avvicina a quelli di conoscenza tacita o meglio, di sapere pratico, concetti che hanno conosciuto una crescente popolarità nell'ambito degli studi sulla gestione della conoscenza aziendale (knowledge management).
Nell'ambito di organizzazioni che vedono operare al proprio interno un numero elevato di "lavoratori della conoscenza" (knowledge worker), il know how che l'azienda possiede e riesce a gestire rappresenta una delle principali risorse (asset) che conferiscono valore all'azienda stessa e sui quali si fondano le sue performance e il suo eventuale vantaggio competitivo.

## Uso del termine e varianti
Esso si aggiunge (negli scritti italiani che si riferiscono ai temi della organizzazione aziendale, della selezione del personale, della gestione e sviluppo delle risorse umane, ecc.) a termini presenti nella lingua italiana, come competenza, conoscenza, cognizioni, capacità, abilità, perizia, sapere professionale, esperienza, e simili. A volte, negli stessi scritti, si prendono a prestito dalla lingua inglese anche i termini skill, expertise, capability, competence e altri ancora.
Non essendo univoco l'utilizzo di tali termini, diventa difficile darne definizioni che ne precisino le differenze e che siano condivise dalla comunità delle persone che si occupano dei temi sopra ricordati.
Ci si limita qui ad esplicitare alcuni riferimenti concettuali utili a sottolineare accezioni diverse in cui si può impiegare il termine know how.

## Caratteristiche
Il know how di una azienda, come asset immateriale, che qualche autore chiama il capitale umano, può anche entrare nella contabilità della azienda stessa (sotto forma di capitalizzazione degli investimenti fatti per creare o gestire il know how) e ha un peso rilevante nella determinazione del valore dell'azienda in caso di vendita.
Nella prassi della formazione si incontra spesso la distinzione fra tre tipi di conoscenza:
- il sapere (conoscenze codificate, attinenti a discipline per le quali esistono comunità di studiosi e di esperti);
- il saper fare (conoscenza operativa e procedurale, abilità pratiche, esperienza professionale specifica, capacità di gestione dei problemi che si incontrano nella prassi lavorativa);
- il saper essere (capacità di comprendere il contesto in cui si opera, di gestire le interazioni con gli altri attori sociali presenti nel contesto, di adottare i comportamenti appropriati).

Se si adotta tale distinzione, si può rilevare come il termine know how sia quello che si collega più direttamente al termine saper fare e rimanda alle competenze che si applicano nello svolgimento dei vari compiti lavorativi e che si basano sull'esperienza. In una parte della pubblicistica anglosassone, si parla di propositional knowledge contrapposto a procedural knowledge (inteso, quest'ultimo, come sinonimo di know how), distinzione che corre parallela a quella sopra citata tra sapere e saper fare, o più semplicemente tra conoscenze teoriche e pratiche.

## Conoscenza procedurale e proposizionale
La conoscenza procedurale, più spesso definita in italiano con il termine inglese know-how, è la conoscenza del “come” una certa operazione dev'essere correttamente eseguita.
La conoscenza procedurale è diversa dagli altri tipi di conoscenza quali ad esempio la conoscenza proposizionale, in quanto essa è direttamente rivolta ad un determinato scopo. La conoscenza procedurale circa la risoluzione di un certo problema è insomma qualcosa di diverso dalla conoscenza proposizionale relativa alla risoluzione del problema.
Per questa sua caratteristica, quella cioè di essere legata alla risoluzione di un problema specifico, la conoscenza procedurale è meno generale di quella proposizionale.
Il suo punto di forza è tuttavia costituito dal fatto che coinvolge più facoltà, quali ad esempio la manualità e la pratica. Per questo motivo la conoscenza procedurale mette spesso in ombra quella proposizionale.